# Tomba delle Iscrizioni

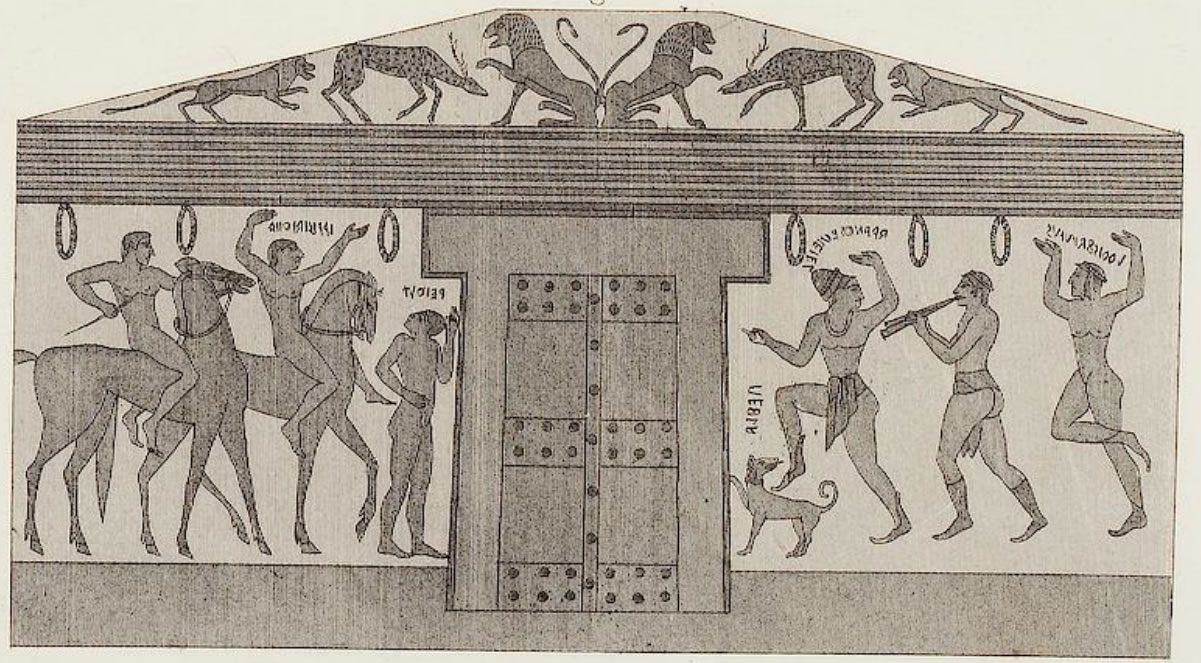
Rückwand der Grabkammer. Zeichnung des 19. Jahrhunderts

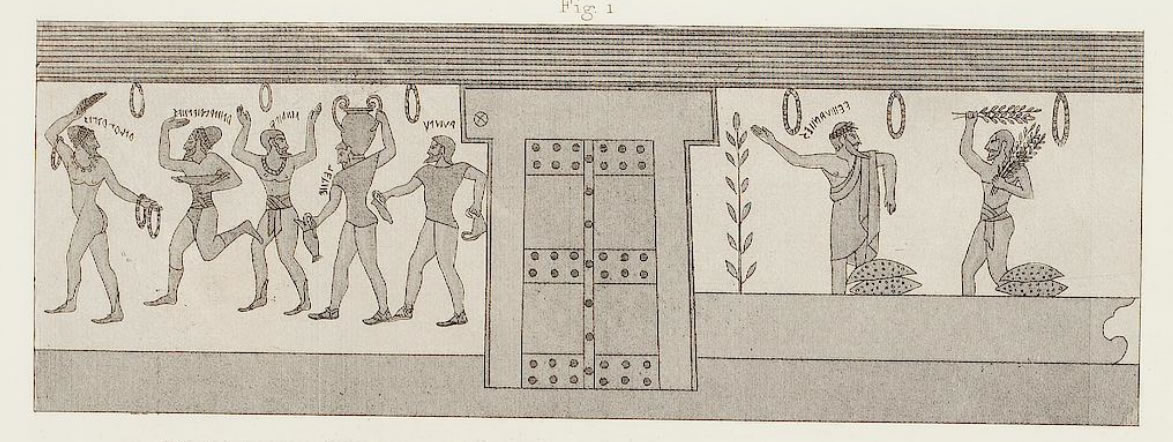
Rechte Wand der Grabkammer. Zeichnung des 19. Jahrhunderts

Bei der Tomba delle Iscrizioni (dt. Grab der Inschriften) handelt es sich um ein ausgemaltes etruskisches Grab in der Monterozzi-Nekropole von Tarquinia in Latium. Das um 520 v. Chr. zu datierende Grab wurde 1827 entdeckt und ist heute nicht mehr zugänglich.
Die Grabanlage besteht aus einem Raum mit einem Satteldach. Auf drei Wänden findet sich jeweils eine gemalte Tür im Zentrum, auf der Eingangswand die eigentliche Grabtür, links und rechts davon sind Musikanten, Reiter und Ringkämpfer dargestellt. Die Inschriften, die den Namen der Personen nennen, gaben dem Grab seinen Namen. Von 20 Personen werden 18 mit Namen benannt. Die Wandmalereien sind heute weitestgehend verloren. Sie sind nur von diversen alten Zeichnungen bekannt, die jedoch nicht immer sehr getreu im Detail sind.
Die Dekorationen der Tomba delle Iscrizioni, Tomba degli Auguri, Tomba delle Olimpiadi, Tomba del Morto, Tomba Tarantola und Tomba 5898 sind vielleicht von derselben Werkstatt ausgemalt worden. Die Malereien dieser Gräber zeigen ionischen oder phokäischen Einfluss. Bemerkenswert sind die Inschriften in einigen anderen Gräbern der Gruppe, die sonst in etruskischen Malereien der archaischen Periode nicht belegt sind, sowie die Abwesenheit von Frauen in verschiedenen Gräbern der Gruppe.